# Ezidische Akademie

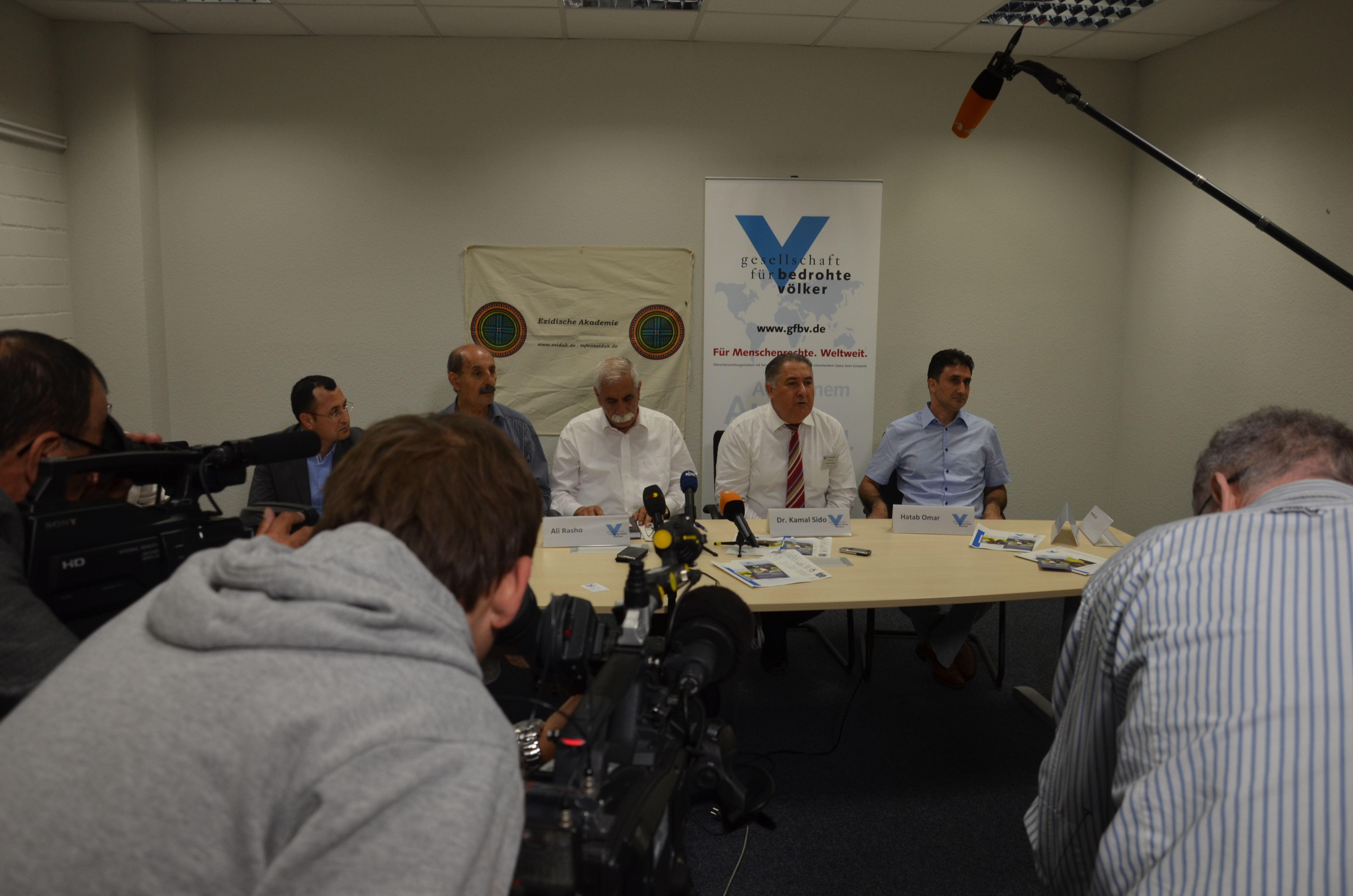
Pressekonferenz der Ezidischen Akademie und der Gesellschaft für bedrohte Völker am 5. August 2014 zum befürchteten Völkermord an den Jesiden und anderen religiösen Minderheiten im Irak durch den IS

Die Ezidische Akademie in Hannover ist eine als eingetragener Verein organisierte Bildungseinrichtung, die sich mit der historischen und aktuellen Situation der Volks- und Glaubensgruppe der Jesiden beschäftigt. Büro und Bibliothek befanden sich zunächst im hannoverschen Stadtteil Oberricklingen, neuer Sitz des Vereins seit Juni 2014 ist im Stadtteil Wülfel.

## Ziele und Aktivitäten

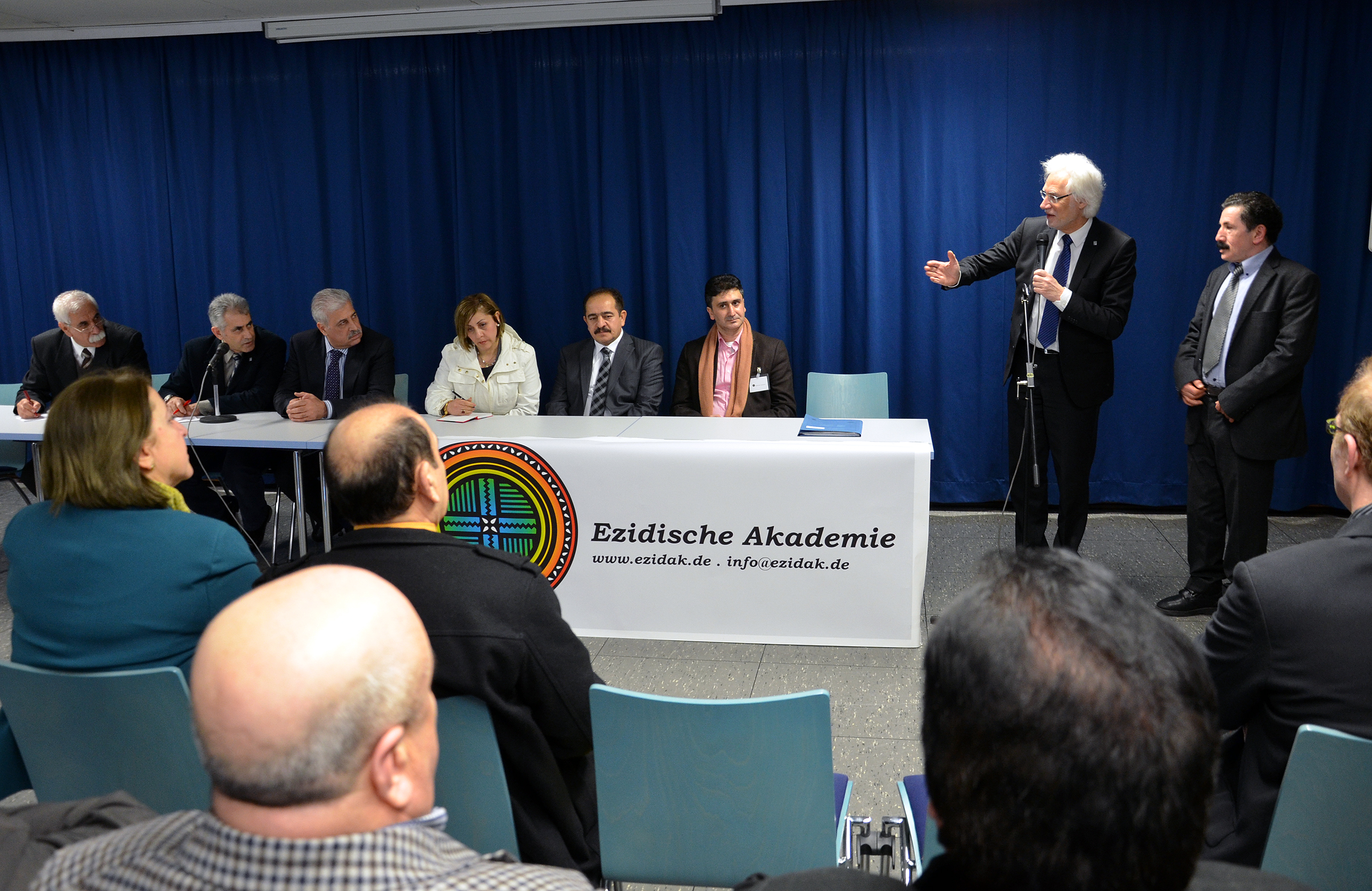
Bei einem Gastvortrag des damaligen Gouverneurs von Ninawa, Athiel al-Nudschafi, bei der Ezidischen Akademie Anfang 2014 spricht der damalige Bürgermeister von Hannover, Bernd Strauch ein Grußwort.

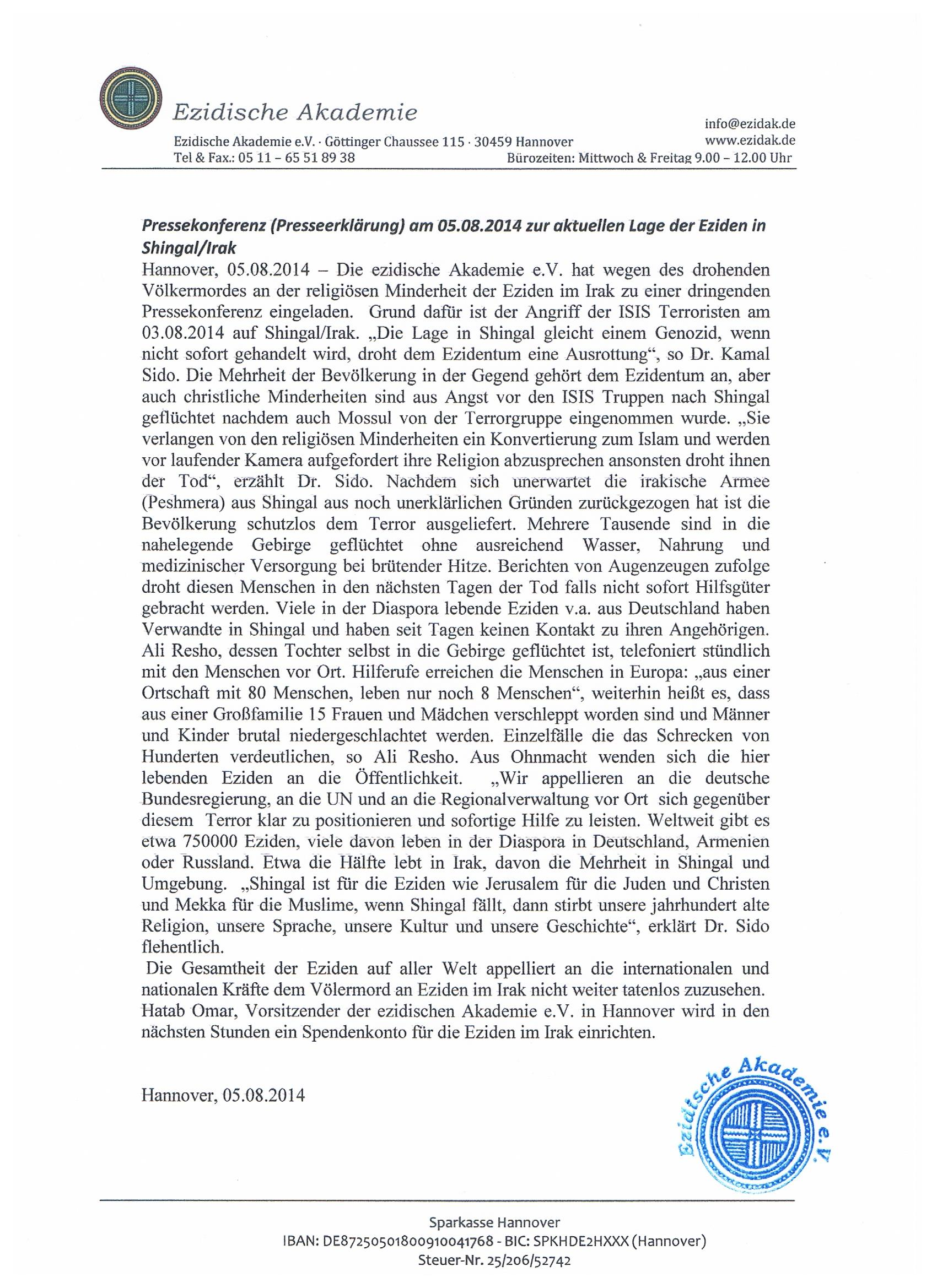
Presseerklärung der Ezidischen Akademie vom 5. August 2014 zum drohenden Genozid der bedrohten Minderheiten im Irak durch die ISIS-Extremisten

Zweck der Ezidischen Akademie laut ihrer Satzung ist „[…] Bildung, Forschung und Revitalisierung des Ezidentums“.
Seit 2009 gibt die Ezidische Akademie die Zeitschrift der Ezidischen Akademie Forum für Diskussionsbeiträge zum Ezidentum heraus und publiziert Informationsbroschüren zum Ezidentum.
Die Ezidische Akademie berät im Rahmen des Projekts „Asylhilfe in Niedersachsen“ in Fragen des Asyl-, Ausländer- und Aufenthaltsrechts und bietet kostenfreie Alphabetisierungskurse an. In Uetze startete sie gemeinsam mit der evangelischen Kirchengemeinde einen Deutschkurs für Flüchtlinge. Die Ezidische Akademie ist Mitglied der Migranten-Selbstorganisation MiSO.

## Schriften (Auswahl)
- Ali Sido Rasho: Die Menschenrechtssituation in den ezidischen Gebieten im Irak, mit Beiträgen von Lutz Brade, Hatab Omar, Ulrike Fischer und Sebastian Kortemeyer, hrsg. von der Ezidischen Akademie e.V., [o. O., „Deutschland“], 19. September 2012; herunterladbar als PDF-Dokument